# 1654
1654 (хиляда шестстотин петдесет и четвърта) година (MDCLIV) е:
- обикновена година, започваща в неделя по юлианския календар;
- обикновена година, започваща в четвъртък по григорианския календар (с 10 дни напред за 17 век).

Тя е 1654-тата година от новата ера и след Христа, 654-тата от 2-ро хилядолетие и 54-тата от 17 век.

## Събития
- 5 април – Край на първата Англо-нидерландска война (1652 – 1654).

## Родени
- 9 ноември – Йохан Кристоф Вайгел, немски гравьор († 1725 г.)
- 27 декември – Якоб Бернули, швейцарски математик († 1705 г.)

## Починали
- 28 август – Аксел Оксенщиерна, канцлер и регент на Швеция (* 1583 г.)